# 써니 (2018년 영화)
"써니"(일본어: SUNNY 強い気持ち・強い愛)는 2018년 공개된 일본의 영화이다. 2011년 대한민국의 동명 영화의 리메이크 작품이다.

## 출연
| 현재 - 시노하라 료코 - 아베 나미 역 - 이타야 유카 - 이토 세리카 역 - 이케다 엘라이자 - 나나 역 - 와타나베 나오미 - 우메 역 - 코이케 에이코 - 유코 역 - 토모사카 리에 - 신 역 - 하시즈메 준 - 후지이 와타루 역 - 릴리 프랭키 - 탐정 나카가와 역 - 마츠모토 호노카 - 나미의 딸 역 - 오카베 타카시 - 나미의 남편 역 - 미야자키 토무 - 유코의 남편 역 | 여고생 시절 - 히로세 스즈 - 아베 나미 역 - 야마모토 마이카 - 이토 세리카 역 - 이케다 엘라이자 - 나나 역 - 토미타 미우 - 우메 역 - 노다 미오 - 유코 역 - 타나베 모모코 - 신 역 - 미우라 하루마 - 후지이 와타루 역 - 아라이 히로후미 - 아라이 역 - 야모토 유마 - 우메의 오빠 역 - 오노 카린 - 부리타니 미레이 역 - 타카다 쇼코 - 담임 역 - 키무라 미도리코 - 나미의 어머니 역 - 하시모토 준 - 나미의 아버지 역 - 미타 카즈요 - 나미의 할머니 역 - 사카구치 료타로 - 나미의 오빠 역 - 미야시타 쿄코 - 나나의 새엄마 역 - 후와 만사쿠 - 포장마차 주인 역 |